# KZ8A型電力機車
KZ8A型電力機車是哈薩克斯坦国家铁路及阿塞拜疆鐵路的電力機車車款之一，由法国阿爾斯通公司生产，屬阿爾斯通第二代“Prima”机车技术平台中首款投產的八軸電力機車。機車設計本身為俄羅斯市場度身訂造，但其技術標準可供所有獨聯體國家鐵路通用。KZ8A型电力机车为交流传动的貨運用电力机车，机车持续功率为8800千瓦，最高速度为120公里/小时。

## 發展歷史

### 背景
在蘇聯解體後，哈薩克境內鐵路交由哈薩克斯坦国家铁路管理，但沿用部分前蘇聯時代製造的直流傳動電力機車（如VL80型電力機車），無法應付鐵路發展。故此，早在21世紀初，哈薩克铁路已向中國南車株機（後期與西門子交通集團組成聯合體）引進首款交流傳動機車-KZ4A型電力機車。但是，由於上述機車只可用於客運，而貨運服務仍使用舊式機車，故此哈薩克鐵路再於2010年招標訂購貨運交傳機車。

### 引進
2010年3月，哈薩克斯坦国家铁路正式向阿爾斯通公司訂購200輛八軸交傳貨運機車，並同時與俄羅斯运输机械控股集团合資在首都阿斯塔納成立EKZ聯營機車廠（法方及俄方各佔25%，哈方佔50%；及後哈方退出，阿爾斯通公司增持至75%），以生產本型機車；以上合約價值13億歐元。

### 研製
按照合約規定，首10輛在阿爾斯通貝爾福廠製造，第二批15輛以散件形式提供予EKZ廠組裝，及後生產的機車才由EKZ廠實施國產化。首輛機車已於2012年10月2日在貝爾福工廠下線，並被裝船運送至俄羅斯聖彼得堡。及後，首台機車正式在莫斯科環行鐵道進行測試，並已於稍後交付哈薩克斯坦国家铁路使用。

### 運用

#### 哈薩克
此等機車自2014年起，正式擔當哈薩克鐵路9000噸級貨運列車的交路，並已全面改由合營的EKZ廠實施國產化。直至2018年9月，已有49輛機車正式投入服務。

#### 阿塞拜疆
2014年5月，阿塞拜疆鐵路亦向阿爾斯通訂購50輛本型機車，並另行命名為AZ8A型電力機車，總值3億歐元。首批40輛機車已於2018年6月27日在EKZ廠下線，並於同年12月25日交付，將於該國鐵路上使用，以配合2017年起鐵路改用工頻交流電。